# Meynes
Meynes é uma comuna francesa na região administrativa de Occitânia, no departamento de Gard. Estende-se por uma área de 16,66 km². Em 2010 a comuna tinha 2 629 habitantes (densidade: 157,8 hab./km²).